# Интернет-консультирование
Интернет-консультирование (e-терапия) — один из видов психологической помощи, оказываемой посредством сети интернет. Представляет собой альтернативный источник психологической помощи, в частности в тех случаях, когда традиционное психологическое консультирование недоступно или невозможно.

## Форматы интернет-консультирования
- Онлайн-консультирование

Осуществляется посредством видео-чата или текстового чата в режиме реального времени.
- Оффлайн-консультирование

Осуществляется посредством электронной почты, однократного ответа на обращение клиента или  асинхронного консультирования.

## Особенности интернет-консультирования
- Анонимность
- Доступность
- Публичность (свободный доступ к ответам на вопросы, не раскрывающие личности авторов)

## Базовые принципы
- Конфиденциальность
- Добровольность
- Разграничение личных и профессиональных отношений
- Безоценочное и доброжелательное отношение к клиенту
- Профессиональная мотивированность
- Отказ от советов